# Kitaakita (Akita)
Kitaakita (北秋田市 Kitaakita-shi?) es una ciudad localizada en la prefectura de Akita, Japón. En octubre de 2018 tenía una población de 31.292 habitantes y una densidad de población de 27,1 personas por km². Su área total es de 1.152,76 km².

## Geografía

### Municipios circundantes
- Prefectura de Akita
  - Akita
  - Ōdate
  - Noshiro
  - Kazuno
  - Senboku
  - Kamikoani
  - Fujisato

## Demografía
Según datos del censo japonés, la población de Kitaakita ha disminuido en los últimos años.
| Año del censo | Población |
| ------------- | --------- |
| 1995          | 44.794    |
| 2000          | 42.050    |
| 2005          | 40.049    |
| 2010          | 36.387    |
| 2015          | 33.224    |